# フェルナンド・E・ソラナス
フェルナンド・E・ソラナス （Fernando Ezequiel Solanas, 1936年2月16日 - 2020年11月6日） は、アルゼンチンの映画監督・脚本家・政治家。
クレジットではフェルナンド・エゼキエル・ソラナスとも表記される他、スペイン語圏など一部の地域ではピノ・ソラナスと呼ばれることもある。

## 来歴
1936年2月16日、ブエノスアイレスで生まれる。映画監督になるまでに演劇、音楽、法律を学んだ。
1962年、処女作となる短編『Seguir andando』を製作する。1968年には初の長編となるドキュメンタリー『La hora de los hornos: Notas y testimonios sobre el neocolonialismo, la violencia y la liberación （燃える時：新植民地主義の手記と証言、暴力と解放）』をオクタビオ・ヘティノとの共作として発表。同年のマンハイム国際映画祭で観客賞、国際映画批評家連盟賞など4つの賞を受賞。1972年には英国映画協会サザーランド杯を受賞した。以後、独裁政権に抵抗する1960年代後半のアルゼンチンの映画運動「グループ・シネ・リベラシオン」をヘティノやヘラルド・バジェホとともに牽引する。
1971年に2本のドキュメンタリーを製作した後、1975年に初の長編劇映画となった『Los hijos de Fierro （フィエロの息子たち）』を発表。アルゼンチンの国民的作家マルティン・フィエロを扱った同作は、出演者の一人が暗殺されるという事件に見舞われたが、1978年に第25回カンヌ国際映画祭の監督週間部門に出品された。その後、1976年にホルヘ・ラファエル・ビデラを中心とする軍部のクーデターにより独裁政権が樹立すると、ソラナスは翌1977年に家族とともにパリに亡命。以後、8年もの間フランスを活動の拠点とする。
1980年、フランス資本で製作したドキュメンタリー『Le regard des autres （他人の視線）』を発表。第33回カンヌ国際映画祭のフランス映画の展望部門に出品された。1985年、2年前の祖国の民主化に伴い8年ぶりにアルゼンチンに帰国。同年、アルゼンチンからパリに亡命した女優を主人公に祖国への郷愁を描いた『タンゴ -ガルデルの亡命-』を発表した。同作は第42回ヴェネツィア国際映画祭で審査員特別大賞、イタリア批評家賞、ユニセフ賞を受賞。翌1986年の第11回セザール賞では音楽賞をアストル・ピアソラとホセ・ルイス・カスチネイラ・デ・ディオスが受賞した。ソラナスの作品は検閲により上映禁止処分を受けることもあったが、本作は1986年にアルゼンチンでも劇場公開された。また、本作は日本で初めて劇場公開されたソラナスの作品でもある。1988年、16年ぶりのアルゼンチンでの製作となった『スール/その先は……愛』を発表。独裁政権が崩壊した1983年のアルゼンチンを舞台に、青を基調とした映像とアストル・ピアソラによるタンゴを使用し、刑務所から出所した活動家の主人公が家族の元へ帰宅するまでの一夜と主人公とその周囲の人々の回想による独裁政権下のアルゼンチンを全4部構成で描いた。同作は第41回カンヌ国際映画祭で監督賞を受賞した。ソラナスは同作を「愛についての映画」と語っている。
1992年、父親を探しにアルゼンチンからメキシコまで旅をする少年を主人公に、ラテン・アメリカの情景を描いた『ラテン・アメリカ/光と影の詩』を発表。同年の第45回カンヌ国際映画祭でフランス映画高等技術委員会賞、エキュメニカル審査員賞を受賞した。しかし、アルゼンチンの政治的な腐敗を批判する描写が含まれていたため、ソラナスは当時のカルロス・メネム大統領から名誉毀損で訴えられ、法廷で証言した翌日には何者かに銃撃されるという事件に見舞われた。また、本作は1992年に死去したアストル・ピアソラが映画音楽を担当した最後の作品となった。
劇映画は1998年の『ザ・クラウド/雨降るブエノスアイレス』を最後に製作していないが、2000年代以降は多数のドキュメンタリー映画を製作している。2004年には映画芸術への多大な貢献を称えられ、第54回ベルリン国際映画祭で名誉金熊賞を受賞した。
2020年7月にユネスコ親善大使に就任した。だが、在任中に新型コロナウイルス感染症（COVID-19）に感染し、数週間の闘病生活の後、パリにて死去した。84歳没。

## 作品
- Seguir andando （1962年） 短編
- Reflexión ciudadana （1963年） 短編
- La hora de los hornos: Notas y testimonios sobre el neocolonialismo, la violencia y la liberación （1968年） ドキュメンタリー
- Perón: La revolución justicialista （1971年） ドキュメンタリー
- Perón: Actualización política y doctrinaria para la toma del poder （1971年） ドキュメンタリー
- Los hijos de Fierro （1975年）
- Le regard des autres （1980年） ドキュメンタリー
- タンゴ -ガルデルの亡命- Tangos, l'exil de Gardel （1986年）
- スール/その先は……愛 Sur （1988年）
- ラテン・アメリカ/光と影の詩 El Viaje （1992年）
- ザ・クラウド/雨降るブエノスアイレス La nube （1998年）
- Memoria del Saqueo （2004年） ドキュメンタリー
- La dignidad de los nadies （2005年） ドキュメンタリー
- Argentina Latente （2007年） ドキュメンタリー
- Próxima Estación （2008年） ドキュメンタリー
- Tierra Sublevada: Oro impuro （2009年） ドキュメンタリー
- Tierra Sublevada: Oro negro （2011年） ドキュメンタリー
- La guerra del fracking （2013年） ドキュメンタリー